# The Abattoir Blues Tour
The Abattoir Blues Tour is een dvd en cd van Nick Cave and The Bad Seeds.
De uitgave verscheen in 2007 op het label Mute Records.
De twee dvd's bevatten concertregistraties vanuit de Brixton Academy en de Hammersmith Apollo in Londen.  
De twee cd's bevatten liveregistraties van concerten in Düsseldorf, Manchester, Kopenhagen, Parijs, München, Lausanne, Milaan, Hamburg en Amsterdam

## Tracks
DVD 1 (live in de Brixton Academy in Londen, donderdag 11 november 2004)
- Hiding All Away
- Messiah Ward
- Easy Money
- Supernaturally
- The Lyre Of Orpheus
- Babe, You Turn Me On
- Nature Boy
- Get Ready For Love
- Carry Me
- There She Goes, My Beautiful World
- God Is In The House
- Red Right Hand
- The Ship Song
- Stagger Lee

DVD 2 (live in de Hammersmith Apollo in Londen, zaterdag 7 juni 2003)
- Wonderful Life
- Nobody's Baby Now
- Bring It On
- Sad Waters
- Watching Alice
- Christina The Astonishing
- Wild World

CD 1
- O Children
- Hiding All Away
- Breathless
- Get Ready For Love
- Red Right Hand
- The Ship Song
- The Weeping Song
- Stagger Lee

CD 2
- Carry Me
- Let The Bells Ring
- Easy Money
- Supernaturally
- Babe, You Turn Me On
- There She Goes, My Beautiful World
- God Is In The House
- Deanna
- Lay Me Low

## Muzikanten
- Nick Cave and The Bad Seeds